# اگشتت
اگشتت (به آلمانی: Eggstätt) یک شهر در آلمان است که در بایرن واقع شده‌است.

## خصوصیات
اگشتت ۲۴٫۲۹ کیلومترمربع مساحت دارد ۵۳۹ متر بالاتر از سطح دریا واقع شده‌است.